# Satiry (Iuvenalis)
Satiry je název knihy, obsahující překlad pěti knih satir, jejichž autorem je Iuvenalis. Satiry, jichž je celkem šestnáct, jsou zaměřeny na nedostatky, vady a nedobré poměry v císařském Římě.
Překlad byl pořízen podle vydání L. Friedlaendera (Lipsko 1985) se zřetelem k novým kritickým vydáním, které uspořádali Pierre de Labriolle a Francois Villeneuve (Paris 1967) a Ulrich Knoche (München 1950).
Z latinského originálu přeložil, předmluvou, vysvětlivkami a ediční poznámkou doplnil Zdeněk K. Vysoký.
Knihu vydalo Nakladatelství Svoboda v roce 1972 jako 13. svazek edice Antická knihovna.